# Am Eichberg 1 (Plau am See)

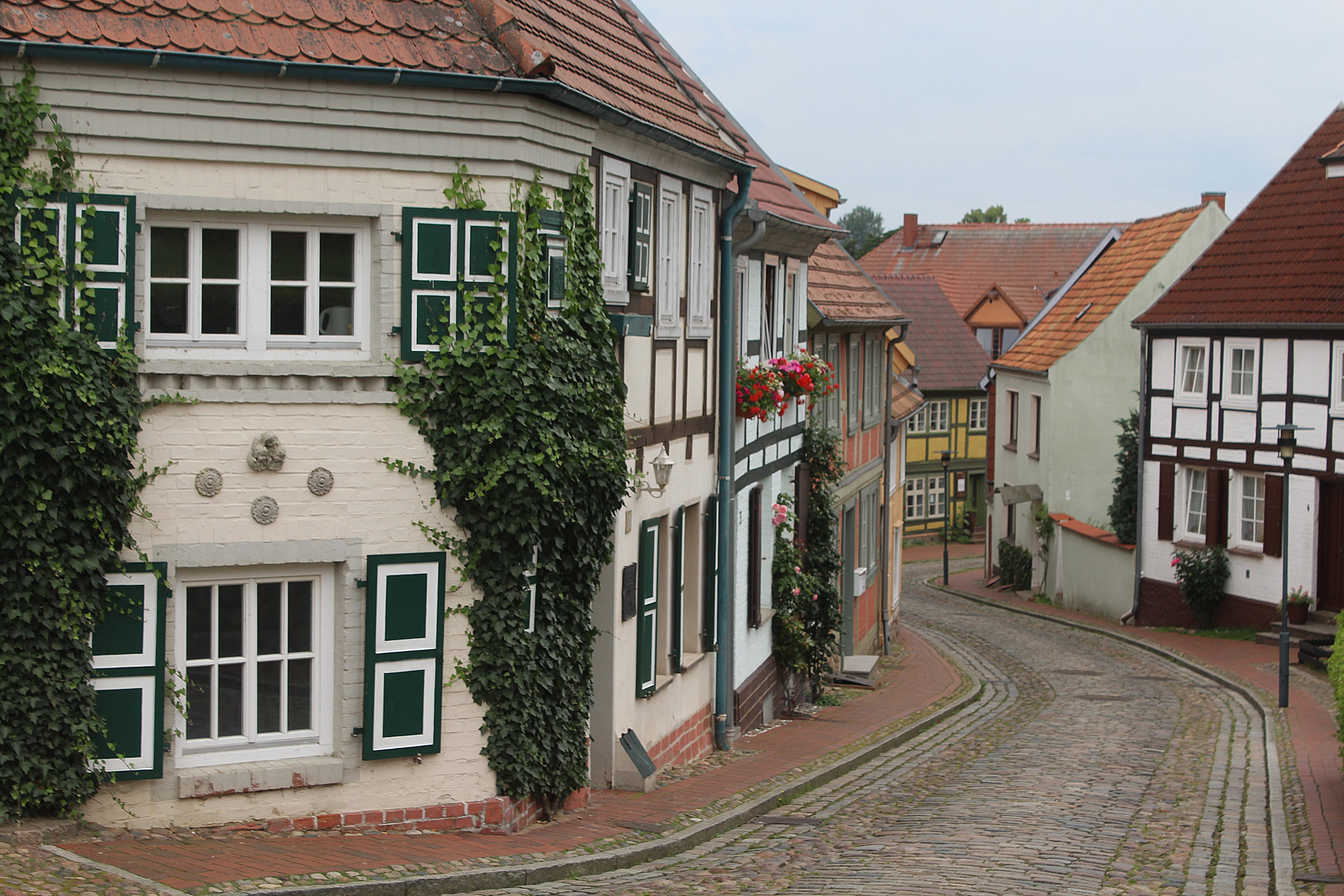
Am Eichberg Nr. 1: links

Das Wohnhaus Am Eichberg 1 in Plau am See (Mecklenburg-Vorpommern) wurde vermutlich im 18. Jahrhundert gebaut. Es ist ein städtebaulich sehr markantes Haus und beliebtes Fotomotiv am Beginn der Straße.
Das Gebäude steht unter Denkmalschutz.

## Geschichte
Plau am See ist im 13. Jahrhundert entstanden und wurde 1235 erstmals als Stadt erwähnt. Beim Stadtbrand von 1756 brannten viele Fachwerkhäuser ab.
Das weiße zweigeschossige Gebäude mit Fachwerkelementen an der Fassade und dem Walmdach wurde nach dem Stadtbrand gebaut. Das Giebelgebäude wies 1991 erhebliche Missstände auf und musste bestandsgesichert werden. Es wurde 1993/95 im Rahmen der Städtebauförderung durch eine engagierte Bauherrenfamilie saniert und erhielt schmückende Fensterläden. Auch als „Hexenhäuschen“ wird es nunmehr in Plau bezeichnet.